# Белешешть (Синжерейський район)
Белешешть (рум. Bălășești) — село у Синжерейському районі Молдови. Адміністративний центр однойменної комуни, до складу якої також входить село Слов'янка.

## Населення
За даними перепису населення 2004 року у селі проживали 1737 осіб.
Національний склад населення села:
| Національність       | Кількість осіб | Відсоток   |
| -------------------- | -------------- | ---------- |
| молдавани румуни     | 1692 38        | 97,4% 2,2% |
| українці             | 4              | 0,2%       |
| росіяни              | 1              | 0,1%       |
| гагаузи              | 1              | 0,1%       |
| інша / без відповіді | 1              | 0,1%       |
| Всього               | 1737           | 100%       |